# Sergiusz (Iwannikow)
Sergiusz, imię świeckie Siergiej Iwanowicz Iwannikow (ur. 29 sierpnia 1957 w Troickim, obwód orłowski) – rosyjski biskup prawosławny.

## Życiorys
W latach 1975–1977, po ukończeniu szkoły średniej, odbywał zasadniczą służbę wojskową. Następnie przez rok pracował jako kierowca, a następnie w cerkwi św. Sergiusza w Liwnach. W 1982 ukończył seminarium duchowne w Moskwie, a następnie w 1986 Moskiewską Akademię Duchowną, uzyskując tytuł kandydata nauk teologicznych (specjalność: homiletyka). 21 listopada 1985, będąc jeszcze studentem, został wyświęcony na diakona przez rektora Akademii, biskupa dmitrowskiego Aleksandra; 23 lutego 1986 ten sam hierarcha udzielił mu święceń kapłańskich.
Po ukończeniu studiów teologicznych został skierowany do pracy duszpasterskiej w eparchii tallińskiej i estońskiej. Od 1987 do 1992 służył w Monasterze Piuchtickim, następnie od 1992 do 1998 był proboszczem parafii przy soborze Zmartwychwstania Pańskiego w Narwie. W latach 1998–2001 kierował budową nowej cerkwi w Narwie, noszącej wezwanie Narewskiej Ikony Matki Bożej. Od 2000 do 2003 był proboszczem katedralnego soboru św. Aleksandra Newskiego w Tallinnie, zaś od czerwca do listopada 2003 – cerkwi Ikony Matki Bożej „Wszystkich Strapionych Radość” w tym samym mieście.
W 2003 wyjechał na stałe do Moskwy i został zatrudniony w Wydziale Zewnętrznych Stosunków Cerkiewnych Patriarchatu Moskiewskiego. 5 stycznia 2004 w soborze Zaśnięcia Matki Bożej w Smoleńsku złożył wieczyste śluby mnisze przed jego przewodniczącym, metropolitą smoleńskim i wiaziemskim Cyrylem, zachowując dotychczasowe imię. Od 2004 do 2006 był członkiem rosyjskiej misji prawosławnej w Jerozolimie. Od 2006 do 2007 był kapelanem cerkwi św. Jerzego przy ambasadzie rosyjskiej w Pradze. W 2007, zgodnie z prośbą metropolity ziem czeskich i Słowacji Krzysztofa przeszedł w jurysdykcję Kościoła Prawosławnego Czech i Słowacji i został proboszczem cerkwi cerkwi Zaśnięcia Matki Bożej w Pradze. W 2008 otrzymał godność archimandryty.
16 marca 2012 Święty Synod Rosyjskiego Kościoła Prawosławnego nominował go na biskupa kamieńskiego i ałapajewskiego. Jego chirotonia biskupia odbyła się 18 marca tego samego roku w soborze Chrystusa Zbawiciela w Moskwie z udziałem patriarchy moskiewskiego i całej Rusi Cyryla, metropolitów sarańskiego i mordowskiego Warsonofiusza, jekaterynburskiego i wierchoturskiego Cyryla, arcybiskupów samarskiego i syzrańskiego Sergiusza, niżnonowogrodzkiego i arzamaskiego Jerzego, biskupów widnowskiego Tichona i sołniecznogorskiego Sergiusza.
Od 2002 jest obywatelem Estonii.
W 2013 został przeniesiony na katedrę barnaułską i ałtajską. W końcu sierpnia tego samego roku wbrew stanowisku władz cerkiewnych oznajmił, że członkinie grupy Pussy Riot skazane za chuligaństwo po wykonaniu antyputinowskiego utworu-parodii modlitwy w soborze Chrystusa Zbawiciela w Moskwie powinny zostać zwolnione z kolonii karnej, gdyż kary za takie zachowanie nie podnoszą ani autorytetu Cerkwi, ani domagających się ich duchownych.
W 2015 otrzymał godność metropolity.